# Gudda
Der Gudda, auch mit  Cuddi, Cuddy, Köddy und Gödde bezeichnet, war ein arabisches Flüssigkeitsmaß und entsprach 381,6 Pariser Kubikzoll (7,37 Liter). Es gab in den Nachkommastellen Abweichungen.
- 1 Gudda = 1 Köddy = 8 Nusflas = 128 Bakias/Vakias/Wakeias = rund 2 Weingallonen (alte engl.) = 7,57 Liter[3]
- In der Region Mokka galt: 1 Gudda =  445,9 Pariser Kubikzoll[4]